# Jiří Orság
Jiří Orság, né le 5 janvier 1989, est un haltérophile tchèque. Il concourt dans la catégorie des plus de 105 kg.

## Palmarès

### Championnats d'Europe
- 2013 à Tirana
  -  Médaille de bronze en plus de 105 kg.
- 2011 à Kazan
  -  Médaille d'argent en plus de 105 kg.